# Desertshore/The Final Report
Desertshore/The Final Report est un double album publié sous le nom X-TG par trois membres du groupe de musique industrielle Throbbing Gristle sorti en 2012. Il est dédié à Peter Christopherson, mort le 24 novembre 2010.

## L'album
Publié sous forme de double album, Desertshore/The Final Report, est composée de deux parties distinctes.

### Desertshore

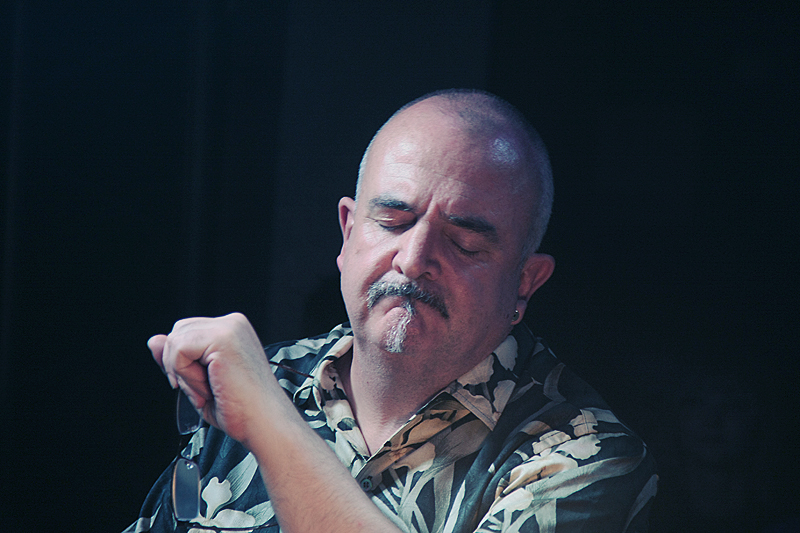
Peter Christopherson, initiateur du projet, en 2008.

Desertshore résulte d'un projet initié par Peter Christopherson en 2006, visant à "réimaginer" l'album Desertshore de la chanteuse Nico, sorti en 1970. Ce projet trouve son origine dans la fascination de Christopherson pour les films Les Hautes Solitudes et La Cicatrice intérieure de Philippe Garrel.
En 2007, Throbbing Gristle organise des sessions d'enregistrement, qui se déroulent sur trois jours au Institute of Contemporary Arts de Londres, du 1 au 3 juin 2007. L'intégralité des sessions est parue en 2008 dans un coffret limité de 12 CD-R, intitulé The Desertshore Installation,. Cependant, le groupe n'étant pas satisfait du matériel enregistré, l'album qui aurait dû en découler est abandonné.
Après la dissolution de Throbbing Gristle en 2010, Genesis P-Orridge ayant quitté le groupe, les trois membres restants (Tutti, Carter et Christopherson) décident de poursuivre leur collaboration sour le nom X-TG, et de réaliser le projet Desertshore avec différents chanteurs invités (dont Antony Hegarty, Blixa Bargeld, Sasha Grey et le réalisateur Gaspar Noé) choisis par Christopherson. Après le décès de Christopherson survenu le 24 novembre 2010, les enregistrements sont finalisés en 2011 par Carter et Tutti.
L'album sort le 25 novembre 2012 sur Industrial Records, après avoir été présenté en mars 2012 au AV Festival à Newcastle.

### The Final Report

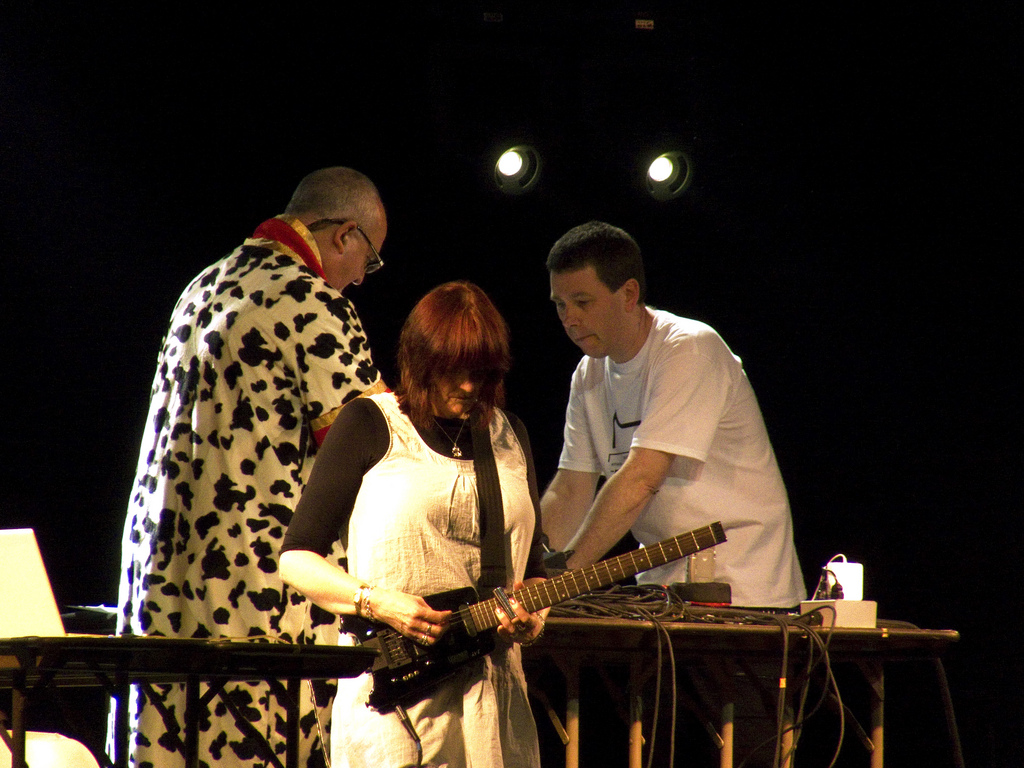
Christopherson, Tutti et Carter en concert en 2009.

Le disque The Final Report, quant à lui, comporte les derniers enregistrements collaboratifs entre Tutti, Carter et Christopherson, dans le studio de Chris & Cosey à Norfolk en 2009 et 2010.